# St. Thomas Tommies
St. Thomas Tommies (Tommies de la Universidad de Santo Tomás) es el nombre de los equipos deportivos de la Universidad de St. Thomas, situada en Saint Paul, Minnesota. Los equipos de los Tommies participan en las competiciones universitarias organizadas por la NCAA, y forman parte de la Summit League, a excepción del equipo masculino de hockey sobre hielo, que pertenece a la CCHA, el femenino que pertenece a la WCHA y el equipo de fútbol americano, que pertenece a la Pioneer Football League.

## Apodo y mascota
En 1947, los estudiantes se preguntaban en el periódico universitario (The Aquin) por qué la escuela no tenía una mascota cuando muchas de las escuelas rivales tenían una. No fue hasta mediados de la década de 1950 que apareció en escena la primera mascota, Tommy Tiger. Originalmente administrado por el Letterman's Club, este tigre naranja y negro hizo apariciones para impulsar el espíritu escolar en eventos deportivos y sociales en el campus. A principios de la década de 1970, el interés por mantener viva esta tradición disminuyó y Tommy Tiger desapareció de la escena universitaria.
La mascota de St. Thomas fue revivida por la universidad a mediados de la década de 1980. En lugar de regresar como Tommy Tiger, la mascota pasó a llamarse Tommie (un felino de origen indeterminado). Desde su regreso, la apariencia de Tommie ha cambiado en varias ocasiones.

## Historia
Los deportes interuniversitarios universitarios comenzaron en 1904 y St. Thomas celebró 100 años de atletismo universitario en 2003-04. En 1920, St. Thomas fue uno de los siete miembros fundadores de la Conferencia Atlética Intercolegial de Minnesota (MIAC).
Desde 1973, cuando el MIAC se afilió a la División III de la NCAA, St. Thomas ha ganado más de un tercio de los 39 campeonatos por equipos de la conferencia, con 15 títulos de la NCAA en ocho deportes diferentes, así como 13 subcampeonatos por equipos de la NCAA. En general, St. Thomas tiene equipos nacionales entre los cinco primeros en 21 deportes diferentes.
En mayo de 2019, el MIAC expulsó a St. Thomas de la liga debido a preocupaciones sobre la "paridad competitiva atlética". Como lo expresó Sports Illustrated, "St. Thomas es demasiado bueno en los deportes para el resto del MIAC", lo que estaba provocando que otros equipos consideraran abandonar la liga y amenazar la continuidad de la conferencia.
El 5 de octubre de 2019, St. Thomas anunció oficialmente su intención de pasar directamente de la División III a la División I de la NCAA, un movimiento que no había ocurrido desde que la NCAA estableció las Divisiones I, II y III en 1973, y que fue prohibido específicamente en 2011. Normalmente, una transición de la División III a la I requiere una parada en la División II, un proceso que dura aproximadamente doce años. St. Thomas declaró que estaba solicitando una exención a la NCAA para permitir la medida, y también anunció que había sido invitado a unirse a la Summit League, una conferencia de la División I que apoyaba la solicitud de exención de la escuela.
El 15 de julio de 2020, la NCAA otorgó permiso para que St. Thomas pasara directamente de la División III a la División I a partir de 2021.Ya invitados a unirse a la Summit League, todos menos tres de los 22 equipos de la escuela competirán en la conferencia que impulsó su ascenso. El proceso de transición tardará cinco años en completarse (a diferencia de los cuatro años que tardan las escuelas en hacer la transición de la División II), lo que significa que St. Thomas alcanzará la membresía completa de la División I en 2026. Desde entonces, la finalización de la transición de la División I de St. Thomas se aceleró hasta 2025, luego de un cambio en las reglas de la División I.

## Programa deportivo
Los Tommies compiten en 9 deportes masculinos y en 11 femeninos:
| - Masculino - Cross - Baloncesto - Béisbol - Fútbol - Fútbol americano - Hockey sobre hielo - Atletismo (aire libre y pista cubierta) - Golf | - Femenino - Cross - Baloncesto - Béisbol - Fútbol - Voleibol - Hockey sobre hielo - Atletismo (aire libre y pista cubierta) - Golf - Tenis |